# Maria Theresa de Austria-Este (1849–1919)
Maria Theresa Henriette Dorothee de Austria-Este (n. 2 iulie 1849, Brünn, Imperiul Austriac – d. 3 februarie 1919, Frasdorf, Bavaria, Germania) a fost regină a Bavariei și pretendent iacobit la tronul Angliei. A fost fiica și singurul copil al Arhiducelui Ferdinand de Austria-Este și a soției lui, Arhiducesa Elisabeth Franziska de Austria. 

## Biografie
Maria Theresa s-a născut la Brünn în Moravia, astăzi Brno în Cehia. La 15 decembrie 1849, când avea numai cinci luni, tatăl ei Arhiducele Ferdinand a murit de febră tifoidă. Maria Theresa a fost crescută de mama ei, Arhiducesa Elisabeta. 

### Căsătorie și copii
La 20 februarie 1868, la biserica Sf. Augustine din Viena, Maria Theresa s-a căsătorit cu Prințul Ludwig, fiul cel mare al Prințului Regent al Bvariei, Luitpold. Deși au menținut ca reședință Palatul Leuchtenberg din München, Ludwig și Maria Theresa au trăit în cea mai mare parte la Leutstetten. Au fost foarte fericiți și devotați iar din căsnicie au rezultat 13 copii:
- Rupprecht, Prinț Moștenitor al Bavariei (1869–1955)
- Adelgunde Marie Auguste Therese, Prințesă de Bavaria (1870–1958). Căsătorită cu Prințul Wilhelm de Hohenzollern-Sigmaringen (1864–1927).
- Maria Ludwiga Theresia, Prințesă de Bavaria (1872–1954). Căsătorită cu Ferdinando, Duce de Calabria (1869–1960); au avut copii.
- Karl Maria Luitpold, Prinț de Bavaria (1874–1927).
- Franz Maria Luitpold, Prinț de Bavaria (1875–1957). Căsătorit cu Isabella Prințesă von Croÿ (1890–1982); au avut copii.
- Mathilde Marie Theresia Henriette Christine Luitpolda, Prințesă de Bavaria (1877–1906). Căsătorită cu Prințul Ludwig de Saxa-Coburg-Kohary.
- Wolfgang Maria Leopold, Prinț de Bavaria (1879–1895)
- Hildegarde Maria Christina Therese, Prințesă de Bavaria (1881–1948)
- Notburga Karolina Maria Theresia, Prințesă de Bavaria (1883, a trăit doar câteva zile)
- Wiltrud Marie Alix, Prințesă de Bavaria (1884–1975). Căsătorită cu Wilhelm, Duce de Urach (1864–1928).
- Helmtrud Marie Amalie, Prințesă de Bavaria (1886–1977).
- Dietlinde Maria Theresia, Josepha Adelgunde Prințesă de Bavaria (1888–1889)
- Gundelinde Maria Josepha, Prințesă de Bavaria (1891–1983). Căsătorită cu Johann Georg Conte von Preysing-Lichtenegg-Moos (1887–1924); au avut copii

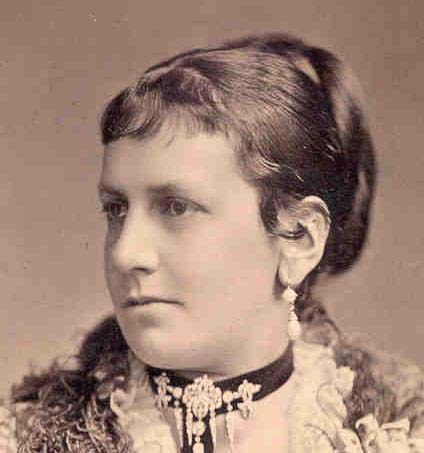
Maria Theresa de Austria-Este

După căsătorie, Maria Theresa și-a petrecut cea mai mare parte a timpului crescându=și copiii. Ea a devenit regină consort a Bavariei în 1913, când soțul ei a fost proclamat regele Ludwig ak III-le al Bavariei în locul vărului său nebun, regele Otto. Ea a devenit prima regină catolică a Bavariei, de când Bavaria a fost întemeiată ca regat, din 1806. Vorbea germană, maghiară, cehă, franceză și italiană. În 1914, ea a fost gazda unor mari festivități în jurul jubileului regal bavarez și a apărut împreună cu soțul ei pentru a anunța intarea în război. În timpul Primului Război Mondial, ea a fost o mare patrioată și a sprijinit, de asemenea, monarhia habsburgică. A încurajat femeile din Bavaria să sprijine soldații prin furnizarea de alimente și haine.
La 7 noiembrie 1918, Ludwig al III-lea a trebuit să abdice de pe tronul Bavariei și Maria Theresa împreună cu familia a plecat la Castelul Wildenwart în apropiere de Wildenwart, pentru a scăpa de bolșevici. Sănătatea reginei s-a deteriorat și a murit la 3 februarie 1919. La 5 octombrie 1921, rămășițele ei au fost transferate la catedrala din Munchen împreună cu cele ale soțului ei, care a murit cu mai puțin de o lună înaintea ei.  

## Succesiunea iacobită
Maria Theresa a fost nepoata și moștenitoarea lui Francisc al V-lea, Duce de Modena, care a murit fără copii. La momentul decesului lui, el era moștenitor general iacobit al tronului Angliei, Scoției și Irlandei. După decesul ei, în 1919, fiul ei Rupprecht a moștenit pretenția iacobită însă, la fel ca mama lui, el și urmașii lui s-au abținut de la presiuni asupra pretențiilor la tronul britanic.

## Arbore genealogic
1. 1 2  Maria Theresa Von Habsburg-Lothringen, Find a Grave, accesat în 9 octombrie 2017
2. 1 2  Maria Theresia Henriette Dorothea Erzherzogin von Österreich-Este, The Peerage, accesat în 9 octombrie 2017
3. 1 2  The Peerage